# Torre des Castellar

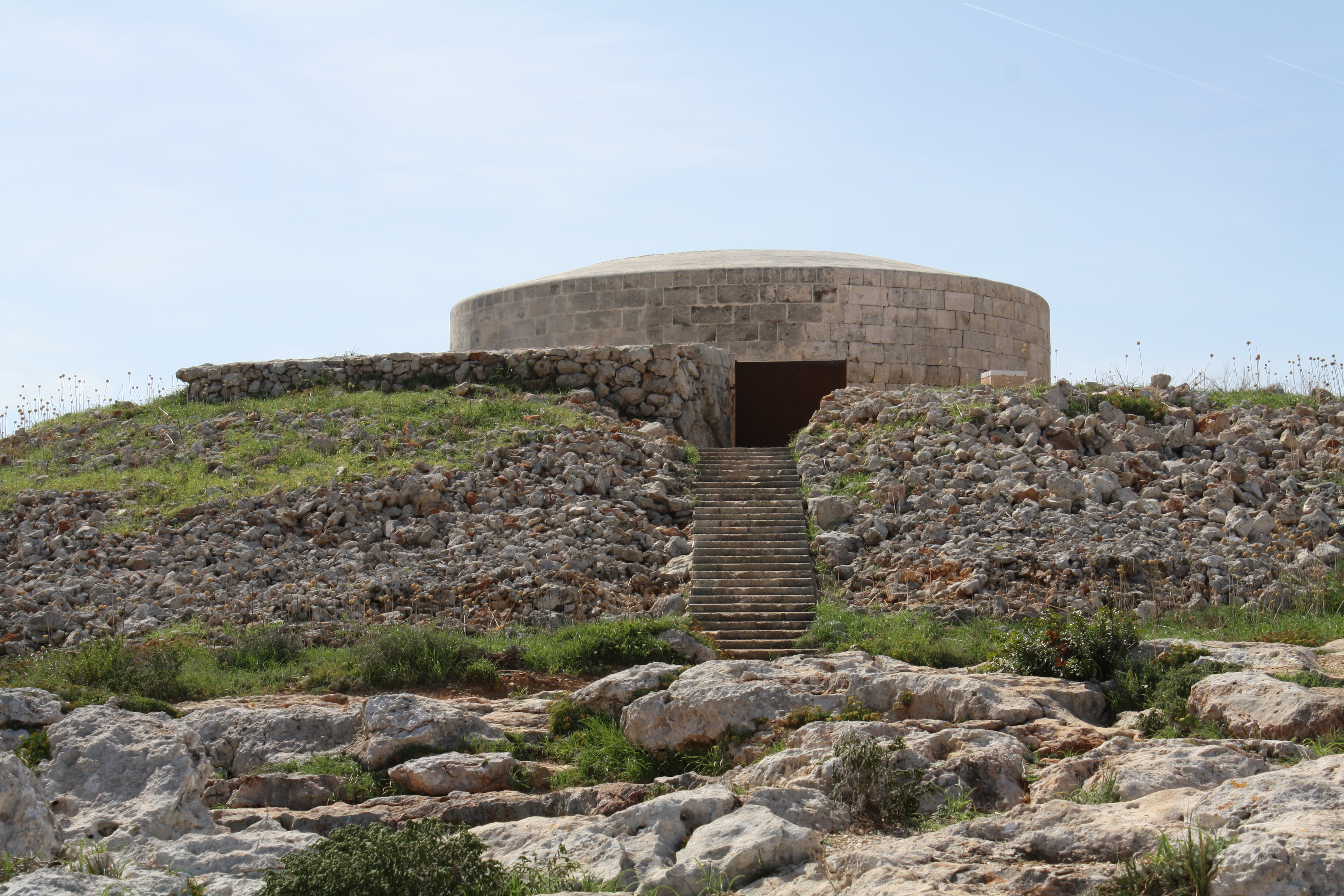
La torre queda camuflada pel fossat

La Torre des Castellar o Torre Santandria, és una torre de guaita del tipus torre Martello, situada a l'entrada de la Cala Santandria, al municipi de Ciutadella (Menorca). És l'única torre que els britànics van construir a la costa sud de Menorca, cap a l'oest, i és diferent a les altres pel fet d'estar construïda en un fossat, que l'oculta a la vista de l'enemic.

## Història
Va ser construïda el 1799 per l'enginyer Robert d'Ancy, amb la intenció de defensar les cales de l'illa com a suport al castell de Sant Nicolau.

## Descripció
De planta circular i cos troncocònic, està envoltada per un fossat d'uns sis metres d'amplària i dos metres de fondària, amb un terraplè construït a base de pedres sense lligar. La torre està construïda amb pedra i morter, i folrada després amb un parament exterior de blocs regulars de marès. A diferència d'altres torres de defensa, el seu accés es realitza a través d'un passadís situat sota terra que uneix la planta baixa amb la galeria de contraescarpa situada sota el terraplè. La torre disposa, a més, d'un conjunt de dotze espitlleres situades a la planta baixa.
La seva altura és de vuit metres i el parapet de la terrassa sobresurt circularment al seu voltant. A la terrassa es podien instal·lar una o dues peces d'artilleria, i en trobar-se enfonsada, vista des del mar passava totalment desapercebuda per als vaixells enemics, i semblava que només era un petit fortí, la qual cosa la feia molt més perillosa i efectiva.